# District de Muktsar
Le district de Muktsar est un des 22 districts de l'état indien du Pendjab.